# Portia schultzi
Portia schultzi är en spindelart som beskrevs av Karsch 1878. Portia schultzi ingår i släktet Portia och familjen hoppspindlar. Inga underarter finns listade i Catalogue of Life.